# (35086) 1990 TW8
1990 تي دابليو 8 (ويعرف أيضًا باسم (35086) 1990 تي دابليو 8 وفق تسمية الكوكب الصغير) (بالإنجليزية: 1990 TW8)‏ هو كويكب ضمن حزام الكويكبات؛ وترتيبه 35086 من حيث الاكتشاف.
اكتُشف هذا الجُرم الفلكي بواسطة Antonín Mrkos ‏ في 14 أكتوبر 1990.

## وصلات خارجية
- (35086) 1990 TW8 في قاعدة بيانات مختبر الدفع النفاث لأجرام النظام الشمسي الصغيرة

- الاكتشاف · مخطط المدار ·  العناصر المدارية · المعلمات المادية

- (35086) 1990 TW8 على موقع ويكي سكاي: DSS2, SDSS, GALEX, IRAS, Hydrogen α, X-Ray, Astrophoto, Sky Map, Articles and images